# Chile
Chile, quốc hiệu là Cộng hòa Chile, là một quốc gia tại Nam Mỹ, có dải bờ biển dài và hẹp xen vào giữa dãy núi Andes và biển Thái Bình Dương. Chile giáp Peru ở phía bắc, Bolivia ở phía đông bắc và Argentina ở phía đông và Eo biển Drake ở phía nam.Chiều dài bờ biển là 6.435 km. Lãnh thổ của Chile còn bao gồm các hòn đảo ở Thái Bình Dương Juan Fernández, Salas y Gómez, Desventuradas và đảo Phục Sinh. Chile còn tuyên bố chủ quyền trên 1.250.000 km² lãnh thổ châu Nam Cực, nhưng những tuyên bố này bị bác bỏ bởi Hiệp ước châu Nam Cực.
Hình dáng lãnh thổ Chile khá đặc thù với một dải đất dài 4.300 km nhưng chiều rộng trung bình chỉ là 175 km. Đây là quốc gia có khí hậu đa dạng, từ sa mạc khô cằn nhất trên thế giới - hoang mạc Atacama - tới khí hậu Địa Trung Hải ở miền trung, và khí hậu ôn đới mưa ở miền nam. Khu vực sa mạc phía bắc có trữ lượng khoáng sản lớn - chủ yếu là đồng đỏ. Dân số và tài nguyên nông nghiệp tập trung chủ yếu ở miền trung Chile, đây cũng là trung tâm văn hóa và chính trị mà từ đó Chile mở rộng lãnh thổ vào cuối thế kỷ 19 khi sáp nhập vùng phía bắc và phía nam đất nước. Khu vực phía nam Chile rất phong phú về tài nguyên rừng và đất đồng cỏ chăn nuôi gia súc với một chuỗi các núi lửa và hồ.
Trước khi người Tây Ban Nha di dân tới đây vào thế kỷ 16, phần phía bắc Chile nằm dưới sự thống trị của đế chế Inca trong khi người bản địa Mapuche sinh sống ở khu vực miền trung và nam Chile. Chile tuyên bố độc lập khỏi Tây Ban Nha từ ngày 12 tháng 2 năm 1818. Trong Chiến tranh Thái Bình Dương (1879–1883), Chile đánh bại Peru và Bolivia và giành được lãnh thổ phía bắc như hiện nay. Vào thập niên 1880, người Mapuche bị chinh phục hoàn toàn. Chile trải qua giai đoạn 17 năm độc tài quân sự (1973–1990) khiến hơn 3.000 người chết và mất tích.
Ngày nay, Chile là một trong những quốc gia ổn định và thịnh vượng nhất Nam Mỹ. Đây là quốc gia dẫn đầu châu Mỹ Latinh về chỉ số phát triển con người, sức cạnh tranh, chất lượng cuộc sống, sự ổn định chính trị, thu nhập bình quân đầu người, toàn cầu hóa, tự do kinh tế, chỉ số nhận thức tham nhũng và tỉ lệ hộ nghèo tương đối thấp. Quốc gia này cũng đứng ở vị trị cao trong các bảng xếp hạng về tự do báo chí và phát triển dân chủ. Tuy nhiên theo hệ số Gini thì Chile cũng gặp phải sự bất bình đẳng về thu nhập. Tháng 5 năm 2010, Chile gia nhập Tổ chức Hợp tác và Phát triển Kinh tế. Chile là thành viên sáng lập của Liên Hợp Quốc và Liên minh các Quốc gia Nam Mỹ.

## Tên gọi
Tên gọi Chile có thể bắt nguồn từ tên của một tộc trưởng là "Tili". Nhưng nó cũng có thể bắt nguồn từ tên thung lũng Chili trong vùng Aconcagua, hoặc do từ Chilli trong tiếng Mapuche có nghĩa là "nơi Trái Đất kết thúc", hay do từ Chin trong tiếng Quechua có nghĩa là "lạnh". Các người Tây Ban Nha nghe tên Chile từ thổ dân Incas và những người sống sót trong cuộc chinh phục Peru đầu tiên của Diego de Almagro, đầu thế kỷ XVI tự gọi họ là "người của Chilli". Theo viện phụ Molina, từ Chile bắt nguồn từ chữ "Chi" hay "Trih" trong tiếng Mapuche và có nghĩa là "con chim có một chấm đỏ trên cánh"

## Lịch sử
Thổ dân châu Mỹ du nhập vùng ven biển và thung lũng sông nước Chile khoảng 10.000 năm trước. Người Inca bành trướng và chiếm đóng miền bắc Chile nhưng vì thổ nhưỡng khô cằn khiến cư dân bị hạn chế.
Năm 1520 trên chuyến hải hành vòng quanh thế giới, nhà thám hiểm Fernão de Magalhães khám phá ra thủy lộ thông Đại Tây Dương và Thái Bình Dương phía cực nam châu Nam Mỹ. Năm 1535 Diego de Almargo, người Tây Ban Nha từ Peru tiến vào Chile tìm vàng nhưng phải đợi đến năm 1540 người Âu châu mới mở cuộc chinh phục Chile dưới sự chỉ huy của Pedro de Valdivia. Họ bắt gặp làng mạc thổ dân sống du canh làm rẫy và săn bắn. Sang năm 1541 thì Valdivia thành lập thị trấn Santiago de Chile tức là thủ đô nước Chile ngày nay. Chile được sáp nhập vào Phó Vương Phủ Peru (Virreinato del Perú).
Tuy không tìm thấy vàng bạc người Tây Ban Nha đã nhận ra tiềm năng nông nghiệp của Chile. Nhưng vì sự phản kháng của thổ dân cuộc bình định Chile tiến hành chậm chạp. Năm 1553 bộ tộc Mapuche nổi loạn đốt phá các trấn lỵ. Valdivia bị bắt và giết. Người Mapuche lại nổi dậy năm 1598 và 1655. Người Tây Ban Nha phải rút bỏ miền nam để cố thủ vùng trung ương. Mãi đến năm 1683 khi chế độ nô lệ bị bãi bỏ tình hình mới yên.

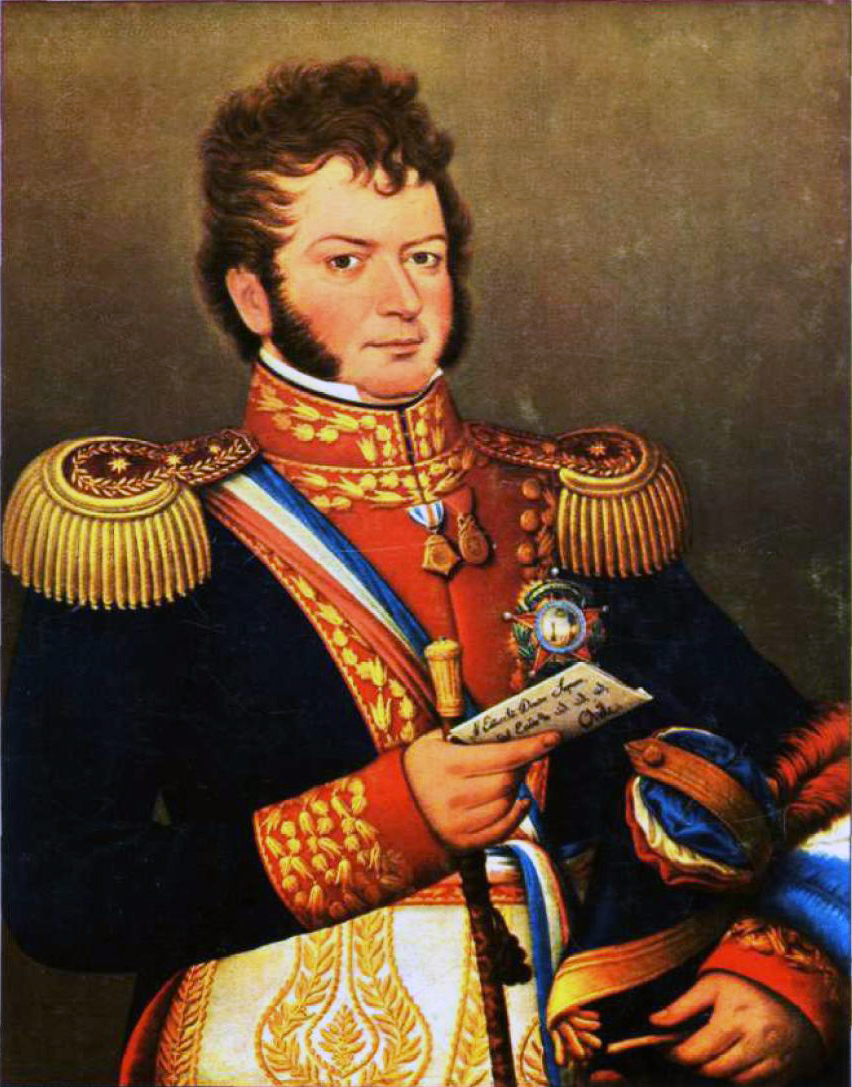
Bernardo O'Higgins.

Phong trào độc lập bộc phát năm 1808 khi Joseph Bonaparte được lập làm vua Tây Ban Nha, truất phế dòng vua cũ. Dân Chile không phục vị vua mới và nhóm quân quản lên nắm quyền ngày 18 tháng 8 năm 1810. Họ tuyên bố Chile tự trị trong khuôn khổ hoàng triều Tây Ban Nha. Tuy nhiên triều đình Tây Ban Nha không công nhận chính thể tự trị, gây nên chiến tranh. Năm 1817 Bernardo O'Higgins và José de San Martín kéo quân từ Argentina sang, vượt rặng Andes và đánh bại phe bảo hoàng. Sang năm sau ngày 12 Tháng Hai thì Chile tuyên bố độc lập hoàn toàn.
Sang thời kỳ độc lập, O'Higgins lập chính thể cộng hòa. Dù vậy, xã hội Chile không mấy thay đổi, giữ nguyên thành phần giai cấp cũ. Giáo hội Công giáo và nhóm địa chủ duy trì ảnh hưởng chính.
Cuối thế kỷ XIX, Chile mở cuộc chinh phục miền nam vốn do bộ tộc Mapuche kiểm soát. Nhóm thổ dân thua và chính phủ Chile đưa dân vào lập nghiệp. Năm 1881 chính phủ lại ký hiệp ước với Argentina củng cố chủ quyền Chile trên Eo biển Magellan ở phía nam. Cùng lúc đó chiến tranh với Peru và Bolivia phía bắc kết thúc (1879-83); Chile chiếm được các tỉnh Tacna, Arica và Antofagasta. Chile sau nhượng lại Tacna cho Peru qua sự trung gian của Hoa Kỳ nhưng hậu quả chính của cuộc chiến là lãnh thổ Chile thêm rộng lớn và Bolivia mất đường thông ra biển.
Thời kỳ phát triển bị xáo trộn vì cuộc Nội chiến Chile ngắn ngủi năm 1891 giữa tổng thống và quốc hội. Quốc hội  thắng sau mấy đợt xung đột vũ trang và 10.000 tử vong. Tổng thống José Manuel Balmaceda trốn vào sứ quán Argentina và tự vẫn bằng súng.
Chile vào thế kỷ 20 chủ yếu bị chi phối bởi các nhóm tài phiệt tranh chấp với công nhân thợ thuyền. Năm 1920 nhóm công nhân đưa được Arturo Alessandri Palma vào ghế tổng thống nhưng chính sách cải tổ do ông đề ra đều bị phe quốc hội bảo thủ cản trở. Bất ổn chính trị kéo dài tới năm 1932 với mấy cuộc đảo chính của quân đội lật đổ chính phủ dân lập. Tướng Carlos Ilbañez del Campo năm 1932 cho phục hồi hiến pháp cũ và rút lui khỏi chính trường mở đầu cho thời kỳ 20 năm nắm quyền khuynh tả của đảng Cực đoan (1932-52) nhưng sau đó Ilbañez del Campo lại ra tranh cử và chấp chính, đưa Chile trở lại với đường lối chính trị bảo thủ.
Trong cuộc bầu cử năm 1964, ứng cử viên Eduardo Frei Montalva của đảng Dân chủ Thiên Chúa thắng toàn diện và đưa ra nhiều cải tổ với châm ngôn "Cách mệnh trong Tự do". Các ngành giáo dục, gia cư, nghiệp đoàn và cải cách nông nghiệp đều xúc tiến nhưng đối với phe thiên tả thì những cải cách đó quá ít ỏi. Ngược lại đối với phe bảo thủ thì chính sách của Montalva là quá độ. Hai quan điểm trên làm xã hội Chile thêm phân hóa.
Năm 1970, nghị sĩ theo chủ nghĩa Marx Salvador Allende của đảng Xã hội dẫn đầu liên minh "Đoàn kết Bình dân" (Unidad Popular, UP) đắc cử. Allende chủ trương "đoàn kết quốc tế" về mặt ngoại giao, quốc hữu hóa nhiều doanh nghiệp, nhất là các mỏ đồng đỏ, và cải tổ kinh tế, hạn chế thành phần tư hữu cùng nhiều cải cách thiên tả khiến Chile lâm vào tình trạng khủng hoảng. Đối diện với hiện cảnh vốn đầu tư giảm sút, thất nghiệp tăng, sản xuất sụt, chính phủ Allende đưa ra biện pháp kiểm soát giá cả, tăng lương và tiến hành cải cách điền địa nhưng trước áp lực quốc tế do Mỹ dẫn đầu vì bất bình với việc Chile quốc hữu hóa nhiều công ty đa quốc gia, nền kinh tế Chile suy thoái và tê liệt. Lạm phát phi mã đưa đến nhiều cuộc đình công của công nhân, giáo chức, sinh viên và thương gia. Ngày 11 tháng 9 năm 1973, phe quân đội đảo chính, nã pháo vào dinh tổng thống. Allende tương truyền phải tự tử. Tướng Augusto Pinochet ra nắm quyền và mở cuộc đàn áp, vi phạm nhân quyền trầm trọng. Trong sáu tháng đầu, hơn 1.000 người bị xử tử. Theo bản báo cáo Rettig thì chính quyền Pinochet đem xử tử hơn 2.000 người nữa trong 16 năm cầm quyền. Hơn 30.000 người phải bỏ nước và hàng chục ngàn bị tống giam và tra tấn theo bản điều tra của Ủy ban Valech.
Năm 1980, Pinochet được lập làm tổng thống với nhiệm kỳ tám năm theo một hiến pháp mới. Kiểm soát chính trị được nới lỏng dần cuối thập niên 1980 cùng lúc chính phủ chủ trương theo mô hình kinh tế thị trường. Riêng các mỏ đồng đỏ vẫn giữ quốc hữu chứ không trao lại cho chủ cũ. Đầu tư quốc ngoại và quốc nội tăng trưởng hồi phục dần nền kinh tế Chile.
Trong cuộc trưng cầu dân ý năm 1988, dân Chile bác bỏ ý định của Pinochet làm tổng thống thêm nhiệm kỳ thứ hai. Tháng 12 năm 1989, ứng cử viên Patricio Aylwin của liên danh đảng Dân chủ Thiên Chúa cùng 17 đảng phái khác được bầu làm tổng thống, mở đầu thời kỳ chuyển tiếp của Chile về nếp chính trị dân chủ.

### Bầu cử 2010
Trong cuộc bầu cử tổng thống năm 2010, Sebastian Pinera của đảng Canh tân Quốc gia đắc cử, đánh bại phe khuynh tả lần đầu tiên kể từ khi Pinochet bị truất phế.

## Địa lý và khí hậu

### Địa lí
Là một nước vừa dài, vừa hẹp ở sườn tây rặng Andes, Chile bao gồm nhiều vùng địa thế. Từ bắc đến nam, Chile có chiều dài 4.630 km nhưng bề ngang đông-tây điểm rộng nhất chỉ có 430 km. Với tổng diện tích là 756.950 km², Chile xếp thứ 38 trên thế giới về độ rộng lớn.
Vùng sa mạc Atacama phía bắc là vùng giàu tài nguyên địa khoáng. Thung lũng miền Trung, tuy nhỏ nhưng là cái nôi lịch sử cùng là trung tâm kinh tế và dân cư của cả nước.

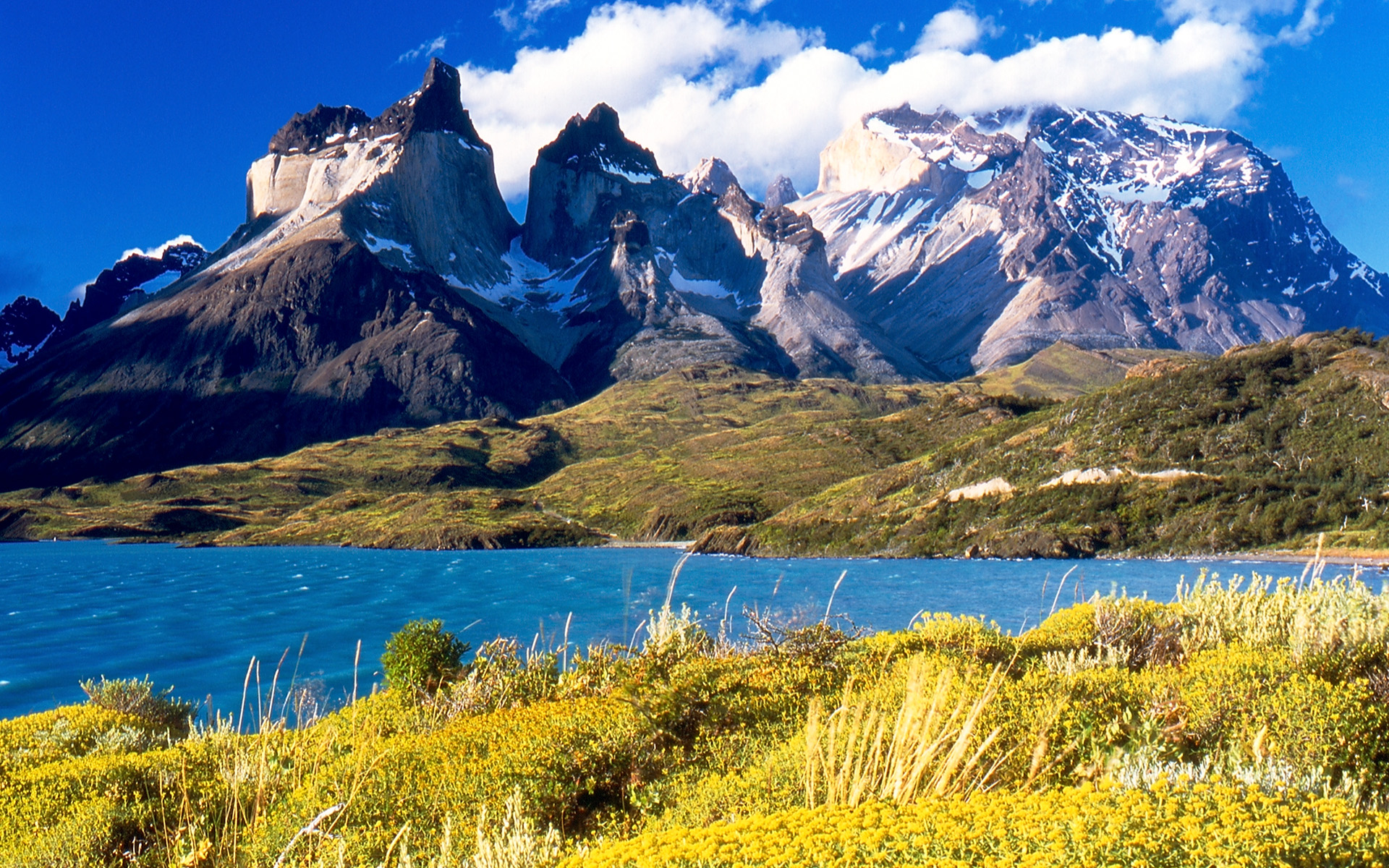
Ngọn Cuernos del Paine cao 2.500 m ở nam Chile

Miền nam Chile có nhiều tài nguyên lâm sản. Đây cũng là nơi tập trung sông hồ và núi lửa. Ven biển miền nam dày đặc những vịnh hẹp, vàm sông, kênh rạch và hải đảo.
Ở châu Nam Cực, Chile cũng tuyên bố chủ quyền trên 1.250.000 km² nhưng chiếu theo Hiệp ước châu Nam Cực mà Chile ký năm 1959 thì chủ quyền của các nước đều không được thừa nhận.
Ngoài khơi Thái Bình Dương Chile kiểm soát đảo Sala y Gómez, quần đảo Juan Fernández và đảo Phục Sinh, cách đất liền 3.600 km. Đảo Phục Sinh là miền cực đông nhóm Polynesia của châu Đại Dương.

### Khí hậu

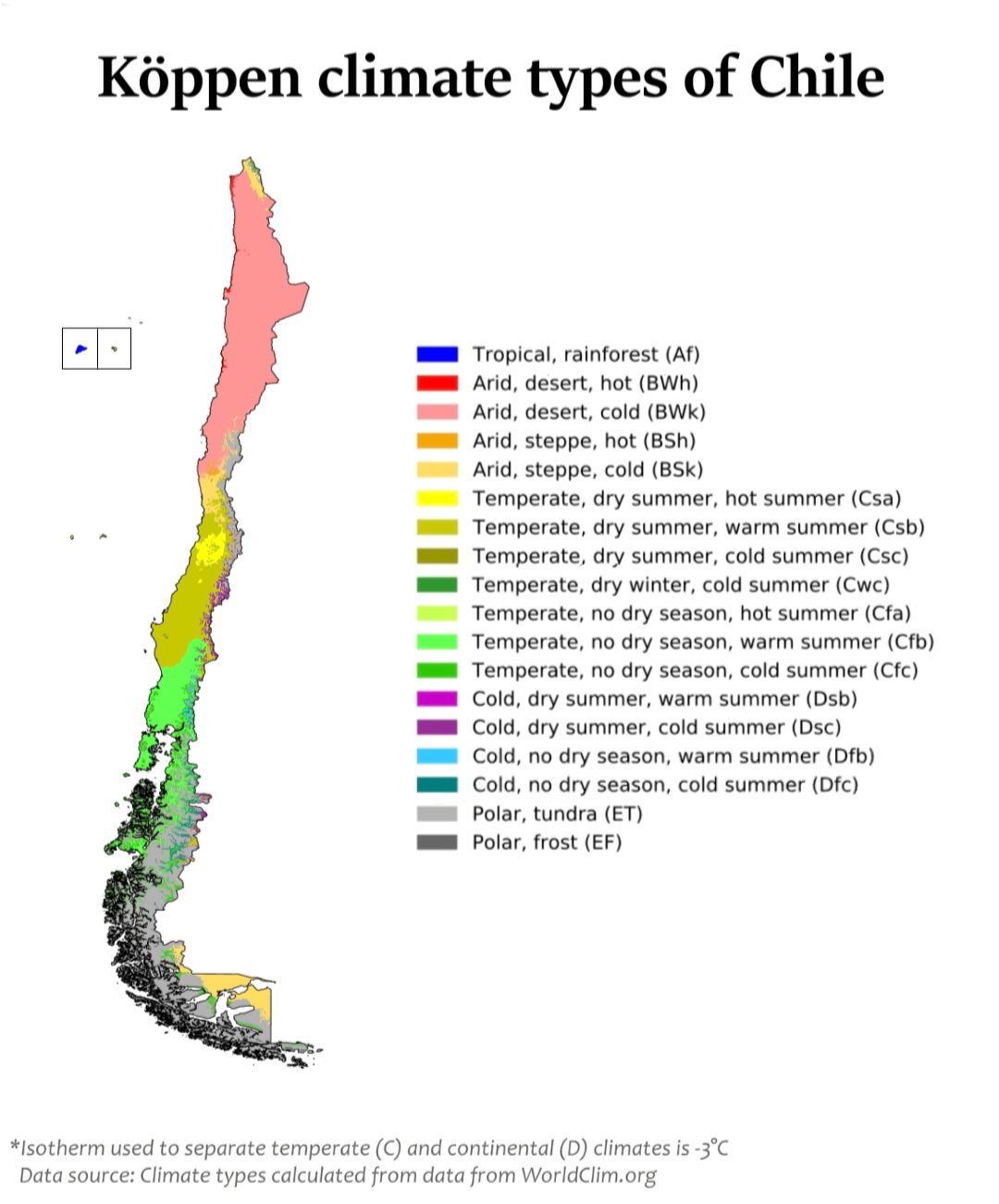
Phân loại khí hậu Köppen của Chile

Khí hậu Chile rất đa dạng. Hoang mạc Atacama ở phía bắc là sa mạc khô nhất trên thế giới, miền trung của Chile có khí hậu Địa Trung Hải, đảo Phục Sinh có khí hậu xích đạo, phía đông và phía nam có khí hậu đại dương, bao gồm đài nguyên và sông băng. Theo phân loại khí hậu Köppen, Chile có ít nhất 18 tiểu loại khí hậu. Hầu hết Chile trải qua bốn mùa: mùa hè (tháng 12 đến tháng 2), mùa thu (tháng 3 đến tháng 5), mùa đông (tháng 6 đến tháng 8) và mùa xuân (tháng 9 đến tháng 11).

## Chính trị

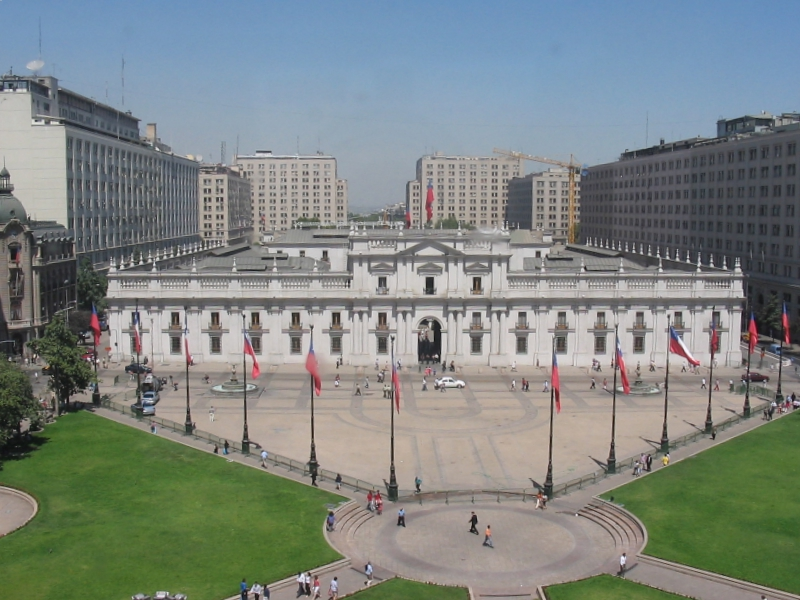
Dinh tổng thống "La Moneda" ở trung tâm Santiago de Chile.

Chile là nước cộng hòa tổng thống chế. Tổng thống là nguyên thủ quốc gia và người đứng đầu chính phủ, được bầu trực tiếp với nhiệm kỳ 4 năm. Quốc hội bao gồm hai viện: Thượng viện có 38 Thượng nghị sĩ, nhiệm kỳ 8 năm; Hạ viện có 120 Hạ nghị sĩ, nhiệm kỳ 4 năm, bầu trực tiếp. Quốc hội họp ở Valparaíso cách Santiago 140 km.
Các đảng chính: Các đảng trong Liên minh Thống nhất cầm quyền gồm Đảng Xã hội, Liên minh Dân chủ Thiên chúa giáo, Đảng vì Dân chủ và Đảng Cấp tiến; các đảng đối lập chính tập trung trong Liên minh vì Chile (Chile Vamos) gồm Đảng Phục hưng Dân tộc, Đảng Liên minh Dân chủ Độc lập, Đảng Miền Nam; ngoài ra còn có một số đảng khác (Đảng Cộng sản Chile, Đảng Phong trào Cánh tả Dân chủ A-giên-đê).
Sau khi giải thể chính phủ quân sự của Pinochet, Hiến pháp 1980 được sửa đổi để giảm nhiệm kỳ của tổng thống từ sáu năm thành bốn năm; bỏ chức nghị sĩ trọn đời; và đặt quyền bổ nhiệm vị tướng chỉ huy quân đội dưới quyền của tổng thống. 
Bầu cử tổng thống Chile có thể thực hiện thành mấy đợt. Trong trường hợp năm 2001, bốn ứng cử viên không ai đạt được hơn 50% số phiếu nên có cuộc bầu cử đợt hai giữa hai ứng cử viên có số phiếu cao hơn cả: Michelle Bachelet thuộc khối trung-tả "Concertación" và Sebastián Piñera thuộc khối trung-hữu "Alianza". Kết quả là Bachelet thắng.

### Đối ngoại

Quan hệ đối ngoại của Chile:
Chile
Có quan hệ ngoại giao và trao đổi đại sứ.
Có quan hệ ngoại giao và đặt đại sứ quán tại Chile, nhưng Chile không có đại sứ quán.
Có quan hệ ngoại giao nhưng không trao đổi đại sứ.
Không có quan hệ ngoại giao.

Từ cuối thế kỷ 19, chính sách đối ngoại, quốc phòng của Chile theo giả thuyết nước láng giềng tối đa, mặc định rằng trong trường hợp có chiến tranh với một nước láng giềng thì hai nước còn lại sẽ tham chiến chống Chile. Vì vậy, Chile có chính sách răn đe quân sự mạnh mẽ, quan hệ song phương cân bằng với các nước láng giềng và quan hệ chặt chẽ với các nước ngoài khu vực.

### Phân cấp hành chính

Vùng của Chile

Chile được chia thành 16 vùng, mỗi vùng có Giám vùng đứng đầu do tổng thống bổ nhiệm. Mỗi vùng lại được chia thành các tỉnh, đứng đầu là tỉnh trưởng cũng do tổng thống bổ nhiệm. Cấp hành chính nhỏ nhất là xã; mỗi xã có thị trưởng và nghị viên hội đồng xã do cư dân xã bầu ra với nhiệm kỳ bốn năm.
| Chú dẫn | Vùng                                  | Thủ phủ      |
| ------- | ------------------------------------- | ------------ |
| XV      | Arica và Parinacota                   | Arica        |
| I       | Tarapacá                              | Iquique      |
| II      | Antofagasta                           | Antofagasta  |
| III     | Atacama                               | Copiapo      |
| IV      | Coquimbo                              | La Serena    |
| V       | Valparaíso                            | Valparaiso   |
| VI      | Libertador General Bernardo O'Higgins | Rancagua     |
| VII     | Maule                                 | Talca        |
| XVI     | Ñuble                                 | Chillán      |
| VIII    | Biobío                                | Concepción   |
| IX      | Araucanía                             | Temuco       |
| XIV     | Los Ríos                              | Valdivia     |
| X       | Los Lagos                             | Puerto Montt |
| XI      | Aisén                                 | Coyhaique    |
| XII     | Magellan và Địa Cực Chile             | Punta Arenas |
| RM      | Vùng thủ đô Santiago                  | Santiago     |

## Kinh tế
Sau một thập niên phát triển đáng kể với mức tăng trưởng khoảng 8% mỗi năm, kinh tế Chile kể từ năm 1999 bước sang thời kỳ giảm sút vì tình hình suy thoái toàn cầu liên quan đến cuộc khủng hoảng tài chính châu Á năm 1997. Kinh tế Chile phát triển ở mức thấp đến năm 2003 thì bắt đầu có dấu hiệu hồi phục rõ rệt khi mức tăng trưởng tổng sản phẩm nội địa đạt 4%, rồi 6% năm 2004. Tuy nhiên vì giá nhiên liệu đắt đỏ và nhu cầu tiêu thụ quốc nội còn yếu kém nên kinh tế Chile vẫn chưa rực rỡ lắm.
Trong gần 30 năm qua Chile theo đuổi chính sách kinh tế cân bằng. Chính phủ quân quản trong thời kỳ 1973-90 tư hữu hóa nhiều cơ sở quốc doanh. Ba chính phủ dân sự kế tiếp cũng theo con đường đó nhưng ở tốc độ chậm hơn. Chính phủ Chile từ đó chỉ nắm giữ vai trò điều hành hạn chế ngoại trừ vài trường hợp như việc sở hữu công ty đồng CODELCO. Chile kiên quyết theo đuổi tự do mậu dịch và đã ký hiệp định thương mại tự do với Hoa Kỳ, Liên minh châu Âu, Nhật Bản, Hàn Quốc, New Zealand, Singapore, Brunei và Trung Quốc.
Mức thất nghiệp vào thập niên 1990 ở 7% tăng lên 9-10% sau năm 1999. Với nền kinh tế hồi phục, mức thất nghiệp tính đến tháng 8 năm 2006 tụt xuống 6,8%. Tăng trưởng lợi tức tiếp tục vượt trên mức giá cả lạm phát (không quá 5% kể từ năm 1998) nên đời sống dân chúng dần khá hơn. Biến chuyển này được phản ảnh với số người sống ở dưới ngạch bần cùng giảm từ 45,1% năm 1987 xuống còn 13,7% năm 2006 và đồng peso Chile tăng giá so với đồng đô la Mỹ. Tuy nhiên Chile vẫn phải đối phó với mức chênh lệch giàu nghèo rất lớn.
Trong thời gian 2005-2008 khi giá quặng đồng đỏ trên thị trường quốc tế gia tăng đến mức kỷ lục, ngân sách quốc gia của Chile đạt 42 tỷ đô la Mỹ thặng dư.
Ngày 11 tháng 1 năm 2010, Chile được chấp thuận làm thành viên của Tổ chức Hợp tác và Phát triển Kinh tế, đánh dấu bước tiến của quốc gia từ những nước đang phát triển lên hàng những quốc gia tiên tiến.

### Ngoại thương

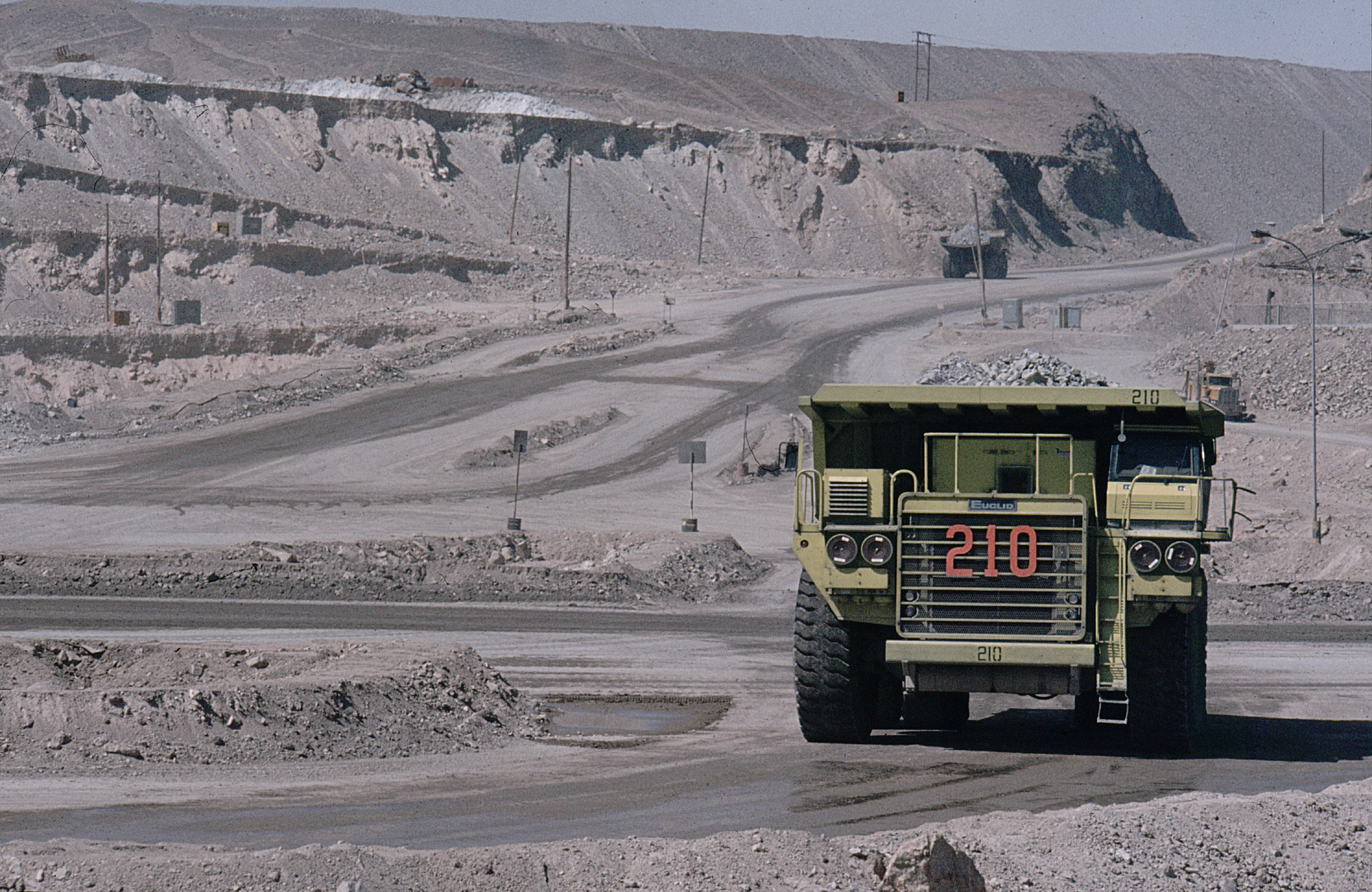
Một phần ba lượng đồng sản xuất trên thế giới xuất phát từ quặng mỏ ở Chile.

Năm 2006 là năm kỷ lục cho ngành ngoại thương Chile với mức tăng trưởng 31% so với năm 2005. Giá trị hàng hóa xuất cảng tăng 41%, tổng cộng là 58 tỷ đô la Mỹ, trong số đó $33,3 tỷ là từ quặng mỏ đồng. Giá trị hàng nhập cảng là 35 tỷ đô la Mỹ, tăng 17% so với 2005. Cán cân mậu dịch ngả về phía Chile với số bội thu 23 tỷ đô la Mỹ.
Bạn hàng chính của Chile theo thứ tự là các nước châu Mỹ (42%), các nước châu Á (30%) và châu Âu (24%). Thị trường quốc tế lớn nhất đối với Chile là Hoa Kỳ, phần vì "Hiệp ước Tự do Mậu dịch Hoa Kỳ--Chile" có hiệu lực từ Tháng Giêng năm 2004 đã mở rộng thương trường cho các sản phẩm. Tổng giá trị hàng hóa trao đổi song phương là 14,8 tỷ, tăng 60% so với thời kỳ trước hiệp ước. Trong vòng 12 năm nữa nếu theo đúng kế hoạch thì các ngạch thuế quan sẽ lần lượt bị bãi bỏ hoàn toàn giữa Hoa Kỳ và Chile. Việc này sẽ càng thúc đẩy ngành xuất nhập cảng song phương.
Ở châu Á, Hàn Quốc, Nhật Bản và Trung Quốc là những đối tác thương mạc lớn nhất của Chile. Riêng với Trung Quốc giá trị mậu dịch là 8,8 tỷ đô la Mỹ, chiếm 66% giá trị hàng hóa Chile trao đổi với miền Viễn Đông.
Ngành nhập cảng Chile phần lớn mua hàng từ các nước châu Mỹ (54%), trong đó khối Mercosur cung cấp 9,1 tỷ và Hoa Kỳ 5,5 tỷ đô la Mỹ. Liên minh châu Âu bán cho Chile 5,2 tỷ đô la Mỹ và Trung Quốc 3,6 tỷ.
Hàng xuất cảng của Chile xưa nay trông cậy vào quặng mỏ đồng (do công ty quốc doanh CODELCO khai thác) với khả năng cung cấp cho thị trường quốc tế trong 200 năm nữa. Tuy vậy Chile đã cố gắng mở rộng loại hàng xuất cảng như lâm sản, trái cây, đồ biển, rượu vang và các thức ăn chế biến khác.

## Nhân khẩu
| Thành phần dân cư tại Chile                                                                           | Thành phần dân cư tại Chile                                                                           | Thành phần dân cư tại Chile | Thành phần dân cư tại Chile | Thành phần dân cư tại Chile |
| --- | --- | --------------------------- | --------------------------- | --------------------------- |
| Thành phần dân tộc                                                                                    | Thành phần dân tộc                                                                                    |                             | Tỉ lệ                       | Tỉ lệ                       |
| Người Da trắng and Mestizo                                                                            | Người Da trắng and Mestizo                                                                            |                             | 95%                         | 95%                         |
| Mapuche                                                                                               | Mapuche                                                                                               |                             | 5%                          | 5%                          |
| Aymara                                                                                                | Aymara                                                                                                |                             | 0.7%                        | 0.7%                        |
| Các sắc dân bản địa (gồm Rapa Nui, Likan Antai, Quechua, Colla, Diaguita, Kawesqar, Yagan hay Yamana) | Các sắc dân bản địa (gồm Rapa Nui, Likan Antai, Quechua, Colla, Diaguita, Kawesqar, Yagan hay Yamana) |                             | 0.3%                        | 0.3%                        |

Theo bản báo cáo Triển vọng dân số thế giới (đã sửa đổi), dân số Chile năm 2018 là 18,729,160. Cũng theo báo cáo Triển vọng Dân số Thế giới nhưng là vào năm 2015, dân số Chile phần lớn ở độ tuổi lao động, với 69% dân số Chile nằm trong khảng từ 15 đến 65 tuổi, trong khi đó tỉ lệ này ở độ tuổi dưới 15 là 20,1% và với người trên 65 tuổi là 10.9%.
Chile là một quốc gia đa sắc tộc. Theo một cuốn sách do Đại học Chile về sức khỏe phát hành, khoảng 65% dân số là người gốc da trắng; nhóm người Castizo/Mestizo có tổ tiên lai giữa người da trắng châu Âu và người bản địa châu Mỹ theo tỉ lệ trung bình là 3:2 chiếm tỉ lệ khoảng 30% dân số và còn lại là người Amerindians (Thổ dân châu Mỹ). Nhiều người Chile nếu được hỏi sẽ tự cho mình là người da trắng (dù có nghi ngờ về huyết thống của mình). Trong số 5% những nhóm người có tổ tiên châu Á trước đây, phần lớn họ đến từ Trung Đông , cụ thể hơn là vùng Levant. Gần đây có sự gia tăng mạnh những người nhập cư từ Đông Á, một phần tương đối lớn trong số này là người Hoa. Còn đối với người Di-gan, họ hình thành nên các cộng đồng riêng biệt tại Chile và vẫn giữ được các nét đẹp truyền thống của họ tại đây.

### Đô thị hóa
85% dân số Chile sống tại các khu vực đô thị, trong đó 40% sống tại Santiago de Chile. Theo điều tra dân số năm 2002, ba thành phố lớn nhất của Chile là Santiago với 5,6 triệu người, Đại Concepción với 861,000 người và Đại Valparaíso với 824,000 người.
| Santiago de Chile Đại Valparaíso | 1  | Santiago de Chile    | Vùng đô thị Santiago     | 5,428,590 | Đại Concepción Đại La Serena |
| Santiago de Chile Đại Valparaíso | 2  | Đại Valparaíso       | Vùng Valparaíso          | 803,683   | Đại Concepción Đại La Serena |
| Santiago de Chile Đại Valparaíso | 3  | Đại Concepción       | Vùng Biobío              | 666,381   | Đại Concepción Đại La Serena |
| Santiago de Chile Đại Valparaíso | 4  | Đại La Serena        | Vùng Coquimbo            | 296,253   | Đại Concepción Đại La Serena |
| Santiago de Chile Đại Valparaíso | 5  | Antofagasta          | Vùng Antofagasta         | 285,255   | Đại Concepción Đại La Serena |
| Santiago de Chile Đại Valparaíso | 6  | Đại Temuco           | Vùng Araucanía           | 260,878   | Đại Concepción Đại La Serena |
| Santiago de Chile Đại Valparaíso | 7  | Rancagua conurbation | Vùng O'Higgins           | 236,363   | Đại Concepción Đại La Serena |
| Santiago de Chile Đại Valparaíso | 8  | Talca                | Vùng Maule               | 191,154   | Đại Concepción Đại La Serena |
| Santiago de Chile Đại Valparaíso | 9  | Arica                | Vùng Arica và Parinacota | 175,441   | Đại Concepción Đại La Serena |
| Santiago de Chile Đại Valparaíso | 10 | Chillán conurbation  | Vùng Ñuble               | 165,528   | Đại Concepción Đại La Serena |

### Ngôn ngữ
Tiếng Tây Ban Nha Chile là một phương ngữ của tiếng Tây Ban Nha được sử dụng chủ yếu ở Chile. Các phương ngữ tiếng Tây Ban Nha ở Chilê có cách phát âm, ngữ pháp, từ vựng và cách sử dụng tiếng lóng khác biệt với tiếng Tây Ban Nha chuẩn.

### Tôn giáo
| Tôn giáo tại Chile (2021) | Tôn giáo tại Chile (2021) | Tôn giáo tại Chile (2021) | Tôn giáo tại Chile (2021) | Tôn giáo tại Chile (2021) |
| ------------------------- | ------------------------- | ------------------------- | ------------------------- | ------------------------- |
| Tôn giáo                  | Tôn giáo                  |                           | Tỷ lệ                     | Tỷ lệ                     |
| Công giáo Roma            | Công giáo Roma            |                           | 69.2%                     | 69.2%                     |
| Không tôn giáo            | Không tôn giáo            |                           | 15.7%                     | 15.7%                     |
| Tin lành                  | Tin lành                  |                           | 7.3%                      | 7.3%                      |
| Khác                      | Khác                      |                           | 7.8%                      | 7.8%                      |

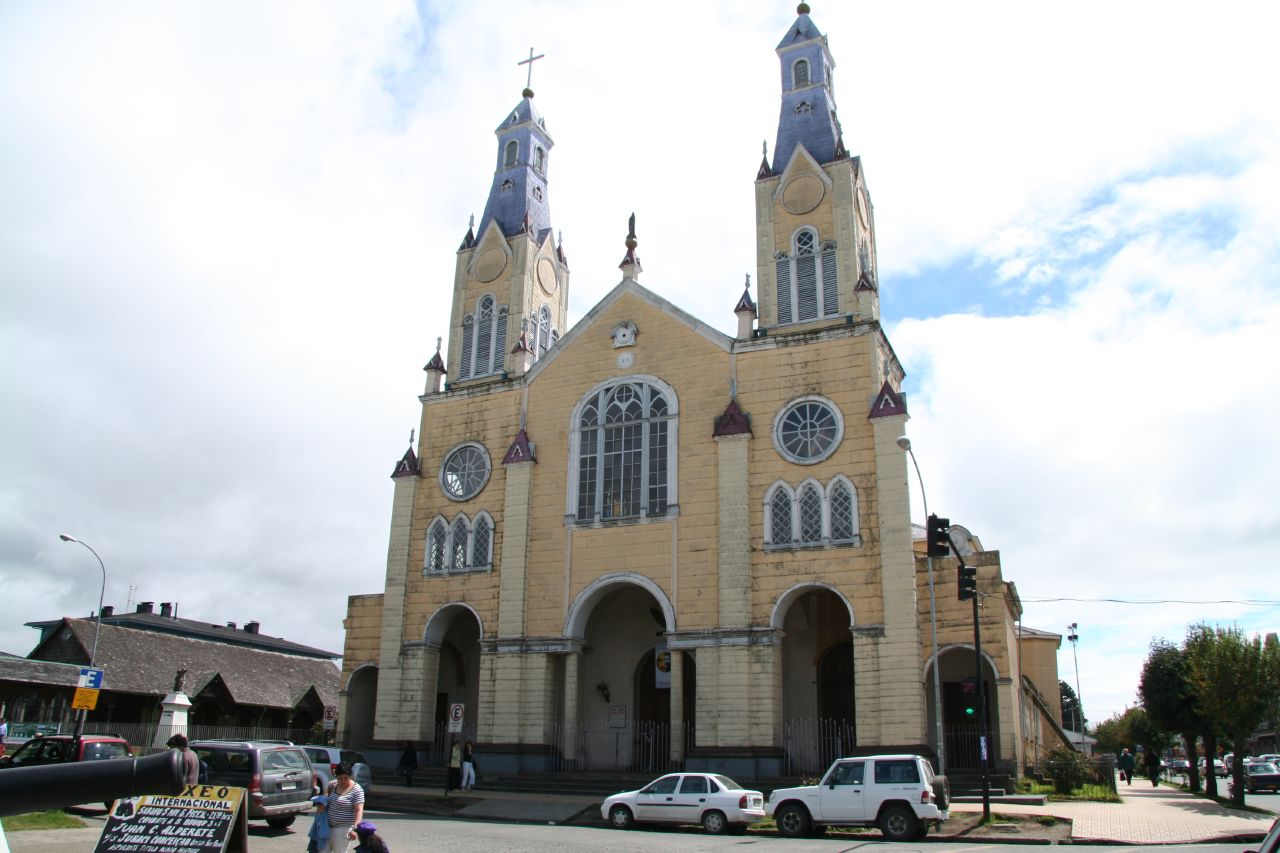
Nhà thờ Castro San Francisco.

Theo điều tra dân số năm 2002, 70% dân số trên 14 tuổi theo Công giáo và 15,1% theo Tin Lành. Trong cuộc điều tra dân số này, thuật ngữ "Tin Lành" để gọi tất cả các giáo hội Kitô giáo ngoài Giáo hội Công giáo với một ngoại lệ là Chính Thống giáo Đông phương, Mặc Môn, Giáo hội Cơ Đốc Phục Lâm, và Nhân chứng Giê-hô-va. Còn lại là các giáo phái khác như Phong trào Ngũ Tuần, Giáo hội Luther, Kháng Cách, Trưởng Lão, Anh giáo, Báp-tít và Phong trào Giám lý. Khoảng 8% dân số tuyên bố không tôn giáo, vô thần, hoặc theo thuyết bất khả tri.
Hiến pháp quy định về tự do tôn giáo, pháp luật và các chính sách khác góp phần vào việc thực hành tự do tín ngưỡng. Nhà thờ và nhà nước chính thức tách biệt ở Chile. Pháp luật năm 1999 về tôn giáo nghiêm cấm phân biệt đối xử tôn giáo. Tuy nhiên, Giáo hội Công giáo La Mã được hưởng một số đặc quyền đặc lợi và thỉnh thoảng nhận được sự ưu đãi của chính phủ vì thế quan chức chính phủ cũng thường tham dự các sự kiện Công giáo cũng như Tin Lành và nghi lễ của người Do Thái giáo.
Các ngày lễ tôn bao gồm Giáng sinh, Thứ sáu Tuần Thánh, Lễ Đức Trinh Nữ của Carmen, Lễ kính Thánh Phêrô và Phaolô, Lễ Đức Mẹ Lên Trời, ngày Lễ Các Thánh, và Lễ Đức Mẹ Vô Nhiễm được công nhận là ngày lễ quốc gia. Chính phủ gần đây đã tuyên bố ngày 31 tháng 10, ngày khởi đầu phong trào Tin Lành là một ngày lễ quốc gia, đây được xem là một danh dự của các giáo hội Tin Lành ở Chile.
Số liệu thống kê cho biết Hồi giáo ở Chile ước tính là 3.196 người, đại diện cho 0,02% dân số. Hồi giáo đã được hưởng một lịch sử lâu dài ở Chile. Tổ chức Hồi giáo đầu tiên ở Chile, Liên Hội Hồi giáo (Sociedad Unión Musulmana), được thành lập vào ngày 25 tháng 9 năm 1926, tại Santiago. Hội tương trợ và từ thiện Hồi giáo được thành lập năm sau, vào ngày 16 tháng 10 năm 1927. Theo các nguồn của cộng đồng Hồi giáo chỉ ra rằng tại thời điểm này, ở Chile, có khoảng 3.000 người Hồi giáo, nhiều người trong số họ là người Chile bản xứ.
Bahá'í giáo ở Chile hiện diện vào đầu năm 1916. Cộng đồng Bahá'í đầu tiên được thành lập năm 1963. Năm 2002, cộng đồng này đã xây dựng được đền thờ Bahá'í đầu tiên ở Nam Mỹ. Chính phủ Hoa Kỳ ước tính có 6.000 tín đồ Bahá'í giáo ở Chile vào năm 2007, mặc dù Hiệp hội các Tôn Giáo Lưu trữ dữ liệu ước tính có khoảng 25.000 tín đồ vào năm 2005.

## Văn hóa

### Văn chương
Pablo Neruda và Gabriela Mistral, người nhận giải thưởng Nobel về văn học
Chile là một đất nước của các nhà thơ (vùng đất của thi nhân). Gabriela Mistral là người Mỹ Latinh đầu tiên nhận giải thưởng Nobel về văn học (năm 1945). Nhà thơ nổi tiếng nhất Chile là Pablo Neruda, người đã nhận giải thưởng Nobel về văn học (1971) và nổi tiếng thế giới với thư viện rộng lớn các tác phẩm về lãng mạn, tự nhiên và chính trị. Ba ngôi nhà được cá nhân hóa cao của ông ở Isla Negra, Santiago và Valparaíso là những điểm du lịch nổi tiếng.
Trong số danh sách các nhà thơ Chile khác có Carlos Pezoa Véliz, Vicente Huidobro, Gonzalo Rojas, Pablo de Rokha, Nicanor Parra và Raúl Zurita. Isabel Allende là tiểu thuyết gia người Chile bán chạy nhất, với 51 triệu cuốn tiểu thuyết của cô được bán trên toàn thế giới.  Tiểu thuyết của tiểu thuyết gia Jose Donoso của The Obscene Bird of Night được nhà phê bình Harold Bloom coi là một trong những tác phẩm kinh điển của văn học phương Tây thế kỷ 20. Một tiểu thuyết gia và nhà thơ người Chile được quốc tế công nhận là Roberto Bolañocó bản dịch sang tiếng Anh đã có một sự tiếp nhận tuyệt vời từ các nhà phê bình.